# Yamila Reyna
Yamila Celeste Reyna González (Córdoba, Argentina; 27 de noviembre de 1978) es una actriz, comediante y presentadora de televisión argentina que ha desarrollado su carrera en Chile.

## Biografía
Nacida en Córdoba, es hija de Daniel Humberto Reyna, el monstruo Sebastián, cantante de cuarteto.
Uno de sus primeros trabajos en la televisión chilena fue en 2007 como participante del reality de baile Fama de Canal 13.
Por mucho tiempo realizó pequeñas apariciones en las teleseries nocturnas de TVN o la serie Infieles.
En 2011, integró por primera vez una teleserie de manera estable en Aquí mando yo de TVN. En 2016, se integró al área dramática de Mega para interpretar a la asesora del hogar de la telenovela vespertina Ámbar. Al año siguiente, realizó el papel de Luciana de la Hoz, en la telenovela Tranquilo papá.
En octubre de 2022, comenzó el programa Hoy se habla en TVN, donde debutó en la conducción, formando equipo junto a Margot Kahl, María Elena Dressel y María José Castro. A fines del mismo año se integró al matinal Buenos días a todos, siendo la encargada de conducir la temporada veraniega del programa en compañía de Gino Costa.
En enero de 2023 se desempeñó como jurado de la competencia folclórica del Festival del Huaso de Olmué en su edición 52.

## Filmografía

### Cine
| Cine | Cine                          | Cine   | Cine |
| Año  | Película                      | Rol    |      |
| ---- | ----------------------------- | ------ | ---- |
| 2011 | ¿Alguien ha visto a Lupita?   | Mesera |      |
| 2011 | Marcelo, la mafia y la estafa | Eminé  |      |
| 2011 | Mi último round               |        |      |

### Telenovelas
| Teleseries | Teleseries               | Teleseries                        | Teleseries | Teleseries |
| Año        | Teleserie                | Personaje                         | Canal      |            |
| ---------- | ------------------------ | --------------------------------- | ---------- | ---------- |
| 2005       | Los Treinta              | Mujer que Fernando intenta acosar | TVN        |            |
| 2006       | Cómplices                | Sofía                             | TVN        |            |
| 2007       | Alguien te mira          | Amalia Vieyra                     | TVN        |            |
| 2007       | Lola                     | Mujer que coquetea con Lalo       | Canal 13   |            |
| 2007       | Fortunato                | Jimena Oviedo                     | Mega       |            |
| 2009       | Los exitosos Pells       | Eva Santini                       | TVN        |            |
| 2009       | ¿Dónde está Elisa?       | María Paz Cea                     | TVN        |            |
| 2010       | 40 y tantos              | Johanna Cid                       | TVN        |            |
| 2011       | Aquí mando yo            | Laura Mazza                       | TVN        |            |
| 2015       | Matriarcas               | Cristina Ayala "la Argentina"     | TVN        |            |
| 2016       | Ámbar                    | Eulalia "Luli" Suazo              | Mega       |            |
| 2017       | Tranquilo papá           | Luciana de la Oz                  | Mega       |            |
| 2018       | Perdona nuestros pecados | Virginia Arévalo                  | Mega       |            |
| 2021       | Edificio Corona          | Mercedes "Meche"                  | Mega       |            |

### Series y unitarios
| Series y Unitarios | Series y Unitarios          | Series y Unitarios | Series y Unitarios |
| Año                | Serie                       | Rol                | Canal              |
| ------------------ | --------------------------- | ------------------ | ------------------ |
| 2007-2012          | Infieles                    | Varios personajes  | Chilevisión        |
| 2007               | Huaiquimán y Tolosa         | Dayana             | Canal 13           |
| 2009               | Otra vez papá               | Mujer supermercado | Mega               |
| 2010               | Teatro en Chilevisión       | Susy / Tamara      | Chilevisión        |
| 2011               | La Colonia                  | Candy              | Mega               |
| 2013-2014          | Lo que callamos las mujeres | Varios personajes  | Chilevisión        |
| 2022               | Paola y Miguelito: la serie | Invitada           | Mega               |

### Programas de televisión
| Programas de televisión | Programas de televisión         | Programas de televisión | Programas de televisión |
| Año                     | Programa                        | Rol                     | Canal                   |
| ----------------------- | ------------------------------- | ----------------------- | ----------------------- |
| 2007                    | Fama                            | Participante            | Canal 13                |
| 2008                    | Gigantes con Vivi               | Cámaras indiscretas     | Canal 13                |
| 2009                    | Jugados                         | Panelista               | Telecanal               |
| 2010                    | Soundtrax                       | Invitada                | Bang TV                 |
| 2012                    | Un minuto para ganar            | Participante            | TVN                     |
| 2012                    | Sin Dios ni late                | Panelista               | Zona Latina             |
| 2012                    | Zona de Estrellas               | Invitada                | Zona Latina             |
| 2012                    | No eres tú, soy yo              | Panelista invitada      | Zona Latina             |
| 2013                    | Hazme reír                      | Invitada                | Chilevisión             |
| 2013                    | Más vale tarde                  | Panelista               | Mega                    |
| 2014                    | Más que 2                       | Invitada                | TVN                     |
| 2017                    | Teletón                         | Invitada                | ANATEL                  |
| 2018                    | La noche es nuestra             | Invitada                | Chilevisión             |
| 2018                    | Vértigo                         | Invitada                | Canal 13                |
| 2020                    | Dale play                       | Participante            | Mega                    |
| 2021                    | MasterChef Celebrity Chile      | Participante            | Canal 13                |
| 2022- presente          | Hoy se habla                    | Conductora              | TVN                     |
| 2022-2023               | Buenos días a todos             | Conductora              | TVN                     |
| 2023                    | Buenas noches a todos           | Invitada                | TVN                     |
| 2023                    | LII Festival del Huaso de Olmué | Jurado                  | TVN                     |
| 2023                    | Noche Cero: La Previa           | Conductora              | TVN-Canal 13            |
| 2023                    | Échale la culpa a Viña          | Panelista               | TVN-Canal 13            |
| 2023                    | Como Pedro por su casa          | Panelista               | TVN                     |